# Раби, Исидор Айзек
Исидо́р А́йзек Ра́би (англ. Isidor Isaac Rabi; 29 июля 1898, Рыманув, Австро-Венгрия — 11 января 1988, Нью-Йорк, США) — американский физик, лауреат Нобелевской премии по физике в 1944 г. «за резонансный метод измерений магнитных свойств атомных ядер», лауреат Премии «За мирный атом» 1967 года.
Член Национальной академии наук США (1940).

## Биография
Раби родился в еврейской семье в городе Рыманов на Лемковщине, бывшем тогда в Австро-Венгерской империи, а сейчас находящемся в Подкарпатском воеводстве Польши. Через год после рождения родители Раби эмигрировали вместе с ним в США.
Раби получил степень бакалавра по химии в Корнеллском университете в 1919 году. Он продолжил обучение в Колумбийском университете (США) и получил там в 1927 году степень доктора. После этого он получил стипендию, которая позволила ему провести два года в Европе, работая с такими знаменитыми физиками, как Нильс Бор, Вернер Гейзенберг, Вольфганг Паули и Отто Штерн. После этого он вернулся в Колумбийский университет и оставался в нём до конца жизни.
В 1930 году Раби провёл исследования природы сил, связывающих протоны в атомном ядре. По-видимому, это исследование привело к созданию метода магнитного резонансного детектирования на молекулярных пучках, за который он был награждён Нобелевской премией по физике.
В 1940 году Раби позволили покинуть Университет Колумбии для работы заместителем директора лаборатории излучений в МТИ в проекте по разработке радара. Он также охотно согласился работать приходящим консультантом, который мог беспрепятственно приходить и уходить в Лос-Аламосскую лабораторию, и где он был одним из немногих исключений в строгом режиме секретности. Генерал Лесли Гровс приложил специальные усилия, чтобы удержать Раби вдали от Лос-Аламоса в те дни, когда проводилось испытание Тринити. Это было необходимо потому, что Раби был студентом у Оппенгеймера и сохранил с ним дружеские и уважительные отношения, и поэтому Оппенгеймер испытывал некоторые проблемы с сохранением секретов от Раби.
После войны Раби продолжает исследовательскую работу, которая внесла вклад в изобретение лазера и атомных часов. Он также был одним из основателей Брукхейвенской национальной лаборатории и организации ЦЕРН.
Раби возглавлял физический факультет университета Колумбии с 1945 по 1949 год, когда на нём работали два Нобелевских лауреата (Раби и Энрико Ферми), а также 11 будущих лауреатов, среди которых были семь сотрудников факультета (Поликарп Куш, Уиллис Лэмб, Мария Гёпперт-Майер, Джеймс Рейнуотер, Норман Рамзей, Чарльз Таунс и Хидэки Юкава), учёный-исследователь Оге Бор, приглашённый профессор Ханс Бете, аспирант Леон Ледерман и студент Леон Купер.
Под непосредственным научным руководством Исидора Раби получили учёную степень три будущих Нобелевских лауреата: Джулиан Швингер, Норман Рамзей и Мартин Перл.
Когда в 1964 году в университете Колумбии было учреждено звание университетского профессора, Раби был первым, кому оно было присуждено. Раби ушёл на пенсию в 1967 году, но продолжал работать на факультете в качестве профессора на пенсии и особого лектора до самой смерти в 1988 году.
Известным выражением Раби является «без Эдварда Теллера мир был бы лучше»
- Отец: Давид Раби
- Мать: Янет Тейг
- Жена: Хелен Ньюмарк (женился в 1926, две дочери)